# 서스데이 나이트 풋볼
《서스데이 나이트 풋볼》(영어: Thursday Night Football, TNF)은 주로 목요일 밤에 방송되는 내셔널 풋볼 리그(NFL) 경기 중계 프로그램의 명칭이다. 대부분의 경기는 동부 표준시 기준으로 오후 8시 15분에 시작된다. 프로그램은 2006년에 시작되었으며, NFL 네트워크, CBS, NBC, 폭스, 프라임 비디오 등에서 방영되었거나 방영되고 있다.